# Charles Godfrey Gümpel

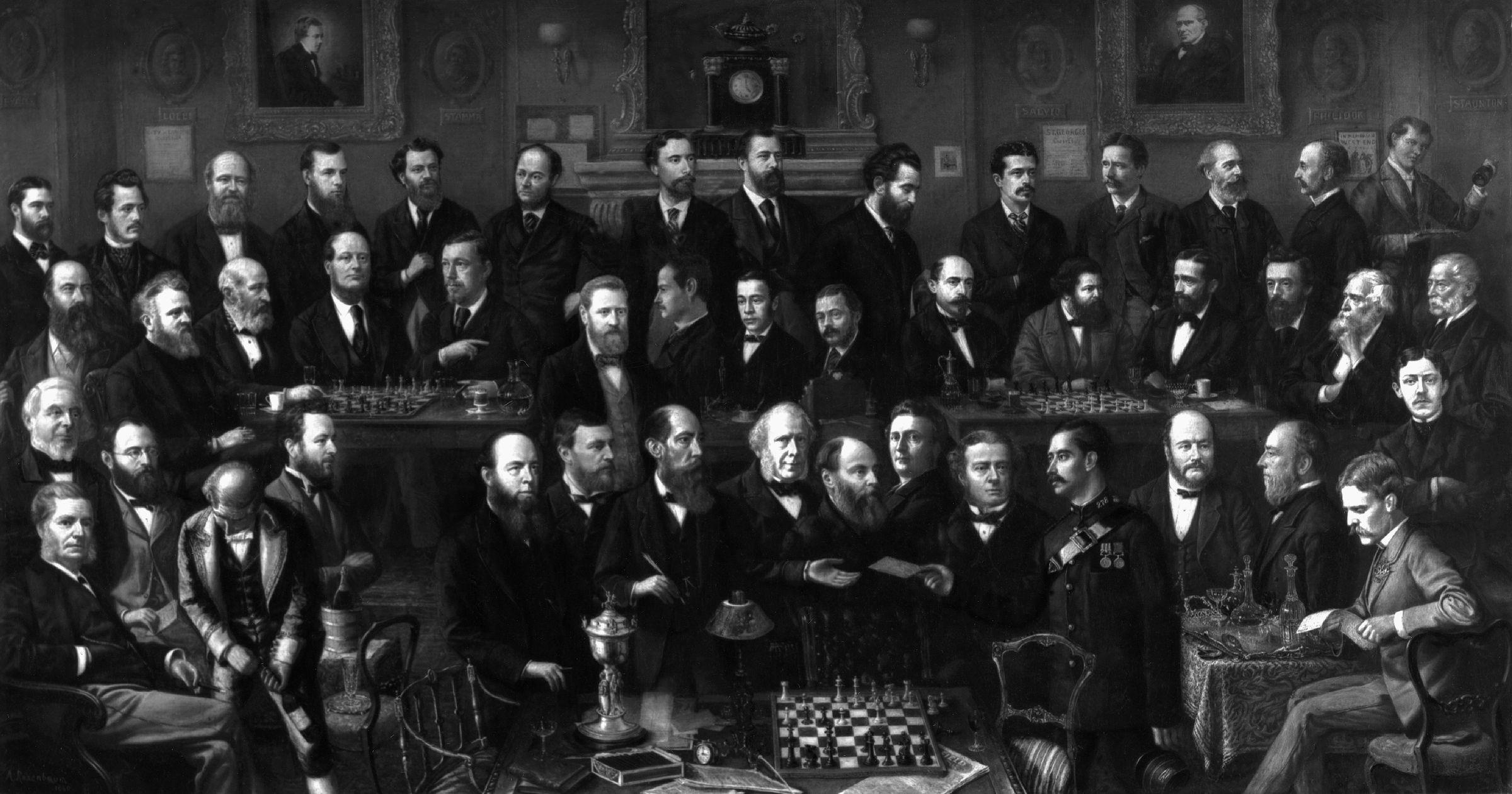
Anthony Rosenbaum, Chess players. Gümpel ist, mit gesenktem Kopf nach rechts blickend, als sechster Mann von rechts in der letzten Reihe zu sehen.

Charles Godfrey Gümpel (oder Gumpel, * 1835; † 1921) war der Konstrukteur des Schachautomaten „Mephisto“.

## Leben
Gümpel wurde in Deutschland geboren, lebte aber später in London. Er war Mechaniker und Elektriker und konstruierte unter anderem orthopädische Gerätschaften. 1892 wurde ihm etwa das Patent für eine Orthese erteilt, die den menschlichen Oberkörper in korrekter Position halten sollte.
Gümpel ist auf dem Gemälde Chess players von Anthony Rosenbaum porträtiert, das sich im Bodelwyddan Castle befindet.

## Mephisto
Gümpel arbeitete etwa sechs oder sieben Jahre an seinem Schachautomaten. Mephisto wurde 1878 in Gümpels Wohnstatt am Leicester Square der Öffentlichkeit vorgestellt. Im Gegensatz zu älteren Schachautomaten wurden die Schachspieler, die Mephisto bedienten, wohl nicht im Inneren der Figur versteckt, sondern bedienten ihn aus der Ferne. Mephisto wurde elektromagnetisch gesteuert. Normalerweise arbeitete Isidor Gunsberg mit dem Automaten. Bei der Ausstellung in Paris 1889 bediente Jean Taubenhaus das Gerät. Mephisto wurde ungefähr zehn Jahre lang in einem eigens für ihn eingerichteten Schachclub genutzt. Nach 1889 wurde er abgebaut, über seinen weiteren Verbleib ist nichts bekannt. Wie Mephisto funktionierte, wurde öffentlich nie genau erklärt. Die Puppe, die die Schachfiguren bewegte, trug ein rotes, orientalisch anmutendes Kostüm. Sie hatte einen schwarzen Schnurrbart und lächelte. Sie saß auf einem Stuhl hinter dem Tisch mit dem Schachbrett, ihr rechter Arm ruhte auf der Armlehne des Stuhles. Nach Mephisto wurde später diverse Schachcomputer benannt. Eine kolorierte bildliche Darstellung des Schachautomaten ist erhalten geblieben.